# Глад в Северна Корея
Гладът в Северна Корея (КНДР) е продължаващо бедствие, чийто пиков период е между 1995 и 1998 г., когато загиват между 250 000 и 3 милиона души.

## История
Още от времето на японската окупация северната част на Корейския полуостров се характеризира с недостиг на храна. Това се дължи най-вече на предимно планинския ѝ характер. След установяването на КНДР, стопанството става планово. В началото населението на Северна Корея е сравнително малко (около 15 милиона души към края на 60-те години на ХХ век), което позволява достатъчно голямо индивидуално разпределение на хранителните продукти. СССР и Китай подпомагат севернокорейското земеделие с доставки на гориво за земеделските машини и изкуствени торове, но след разпада на социалистическата система Северна Корея остава без съюзници. Страната запазва своята аграрна независимост до 1995 г., когато катастрофални наводнения отнемат живота на огромен брой хора – от 50 000 до 100 000 и разрушават напълно инфраструктурата в много райони. Повече от 60% от реколтата е унищожена и много стопанства остават под вода. Бедствието, комбинирано със загубата на пазарите на „приятелски цени“ със СССР няколко години преди това, липсата на резервни количества торове, както и сушата през 1997 г. довеждат до убийствен глад, вследствие на който загиват между 200 000 и 3 500 000 души.  Според Чой Су-хон, заместник-външен министър на КНДР, щетите към 2001 г. от поредицата природни бедствия възлизат на $15 млрд. долара.
Според доклад на ООН до 2000 г. във всички райони на страната с изключение на Пхенян населението страда или от сериозен недостиг, или от пълна липса на каквато и да било храна. В резултат на това много граждани бягат на север в Китай или на юг в Република Корея в отчаян опит да се спасят от бедствието. През 2004 г. севернокорейското правителство обявява, че няма да има нужда от повече хранителни помощи, макар страната да не е постигнала отново аграрна независимост. През 2005 г. възниква сериозна опасност да се появи глад в страната, вследствие на което правителството организира „мобилизация“ на жители от градовете в помощ на земеделците.
Въпреки че бежанците напускат страната с огромно усилие, голяма част от тях продължават да изразяват подкрепа за политическото ръководство там и след като спечелят достатъчно пари се връщат обратно в родината си. По предположения на световната организация за прехрана (англ. Food and Agriculture Organization, FAO) днес в Северна Корея страдат около 8 милиона души от хроничен глад. Според изследване на Световната програма за изхранване от 2004 г., около 37 % от всички деца страдат от хроничен недостиг на храна. През 2007 г. страната отново е сполетяна от тежки наводнения, нанасящи щети за близо $23 млн. Унищожени са близо 10% от цялата обработваема земя, вследствие на което кризата с изхранването на населението отново се задълбочава. Въпреки че Южна Корея доставя над 400 000 тона ориз срещу обещанието на Северна Корея да затвори атомните реактори в Йонбьон, през август 2007 г. Ким Чен Ир признава за проблеми при изхранването на населението (виж. Наводнение в Северна Корея (2007)).

## Сегашно състояние
През 2008 г. се появяват съобщения, че жителите на част от селските райони на КНДР добавят дървесна кора и трева към оскъдната храна, за да оцелеят. Безвъзмездните хранителни помощи от Китай и Южна Корея не са спрени. Гладът е основно проблем на градовете, тъй като селяните са се научили да си набавят диви плодове, които да ядат. Въпреки че проблемът с глада остава, той не е толкова сериозен както през 90-те години. Северна Корея обаче остава една от най-засегнатите от глад страни в световен мащаб, заедно с Индия и Етиопия.

## Реколти (в тонове)
- 1990 – 91 000 000
- 1994 – 70 830 000
- 1995 – 34 990 000
- 1996 – 25 020 000
- 1997 – 26 850 000
- 1998 – 32 020 000
- 1999 – 42 810 000
- 2000 – 32 620 000